# Dawid Golik
Dawid Golik (ur. w 1984 w Wałbrzychu) – polski historyk i politolog.

## Życiorys
Jest absolwentem Wydziału Studiów Międzynarodowych i Politycznych Uniwersytetu Jagiellońskiego. W listopadzie 2013 obronił pracę doktorską pt. „Wilk”, „Lampart” i „Przyjaciel”. Organizacja i zastosowanie oddziałów partyzanckich Armii Krajowej na wybranych przykładach z terenu Inspektoratu AK Nowy Sącz na Wydziale Historycznym Uniwersytetu Jagiellońskiego, której promotorem był Zdzisław Zblewski. Specjalizuje się w dziejach najnowszych. Jest autorem monografii i artykułów poświęconych polskiemu podziemiu niepodległościowemu na terenie Małopolski w latach 1939-1956.
Pracuje na stanowisku głównego specjalisty w Biurze Poszukiwań i Identyfikacji Instytutu Pamięci Narodowej w Krakowie oraz adiunkta w Instytucie Historii UJ.
Był członkiem Komisji Historii Wojskowości nowotarskiego Oddziału Polskiego Towarzystwa Historycznego. Zasiadał w Radzie Redakcyjnej Biuletynu IPN „pamięć.pl”. Sekretarz redakcji Zeszytów Historycznych WiN-u oraz Prac Historycznych. Zeszytów Naukowych Uniwersytetu Jagiellońskiego.

## Nagrody
Laureat nagrody II stopnia, za monografię Obszar opanowany przez „leśnych”. Działania partyzanckie oraz represje aparatu bezpieczeństwa na terenie Ochotnicy w latach 1945-1956, w I Konkursie Historycznym organizowanym przez Fundację im. Jadwigi Chylińskiej i Instytut Historii PAN w 2012 roku. Laureat nagrody I stopnia w kategorii monografii dotyczących tzw. pierwszej konspiracji za książkę Partyzanci „Lamparta”. Historia IV batalionu 1. pułku strzelców podhalańskich AK w IV Konkursie Historycznym organizowanym przez Fundację im. Jadwigi Chylińskiej i Instytut Historii PAN w 2015 roku. Laureat nagrody II stopnia, za album Z wiarą w zwycięstwo… Oddział partyzancki „Wiarusy” 1947–1949, w IV Konkursie Historycznym organizowanym przez Fundację im. Jadwigi Chylińskiej i IH PAN im. Tadeusza Manteuffla w 2015 roku.
W 2015 roku za książkę Masz synów w lasach, Polsko... Podziemie niepodległościowe i opór społeczny na Sądecczyźnie w latach 1945–1956 wyróżniony Honorową Nagrodą „Sądecczyzna” im. Szczęsnego Morawskiego w VIII edycji konkursu na najlepsze prace historyczne o Sądecczyźnie wydane w 2014, a także Srebrnym Jabłkiem Sądeckim „w podziękowaniu za profesjonalizm w upowszechnianiu rzetelnej wiedzy o historii Sądecczyzny i sądeczan” od starosty nowosądeckiego.

## Publikacje
- z Filipem Musiałem: Osądź mnie Boże... Ks. Władysław Gurgacz. Kapelan Polski Podziemnej. Instytut Pamięci Narodowej, Kraków 2009, ISBN 978-83-929900-3-1.
- Obszar opanowany przez „leśnych”. Działania partyzanckie oraz represje aparatu bezpieczeństwa na terenie Ochotnicy w latach 1945-1956. Wydawnictwo Akade, Kraków 2010, ISBN 978-83-7287-037-3.
- Z wiarą w zwycięstwo... Oddział partyzancki „Wiarusy” 1947-1949. Instytut Pamięci Narodowej, Kraków 2010, ISBN 978-8393238019.
- Feliks Rapf: Wspomnienia wojenne 1914-1920. (wstęp i redakcja naukowa D. Golik), Kraków 2011, ISBN 978-83-7569276-1.
- (współautor wydania 3.) Żołnierze wyklęci. Antykomunistyczne podziemie zbrojne po 1944 roku, Oficyna Wydawnicza Volumen, Warszawa, 2013, ISBN 978-837233077-2.

- Śladami podziemia. Działalność niepodległościowa w rejonie Tęgoborza w latach 1939-1953. (redakcja D. Golik), Ośrodek Myśli Politycznej, Kraków 2013, ISBN 978-83-62628-54-4.
- „Masz synów w lasach, Polsko...”. Podziemie niepodległościowe i opór społeczny na Sądecczyźnie w latach 1945-1956. (redakcja D. Golik), Instytut Pamięci Narodowej, Nowy Sącz 2014, ISBN 978-83-89989-63-5.
- z Filipem Musiałem: Władysław Gurgacz – jezuita wyklęty. Wydawnictwo WAM, Kraków 2014, ISBN 978-83-277-0036-0.
- Partyzanci „Lamparta”. Historia IV batalionu 1. pułku strzelców podhalańskich AK. Instytut Pamięci Narodowej, Wydawnictwo Attyka, Kraków 2014. ISBN 978-83-62139-72-9[9].
- (współautor): Wielka Księga Armii Krajowej. Znak Horyzont, Kraków 2015, ISBN 978-83-240-3422-2.
- Polska 1944. Perspektywa sojuszników i wrogów. (redakcja M. Grądzka-Rejak, D. Golik), Instytut Pamięci Narodowej, Akademia Ignatianum w Krakowie, Wydawnictwo WAM, Kraków 2016, ISBN 978-83-943749-3-8.
- Wrzesień 1939 w dolinie Dunajca. Bój graniczny i walki nad górnym Dunajcem między 1 a 6 września 1939 roku. Instytut Pamięci Narodowej, Wydawnictwo Attyka, Kraków 2018, ISBN 978-83-949018-6-8; ISBN 978-83-65644-49-7 (wydanie 2: Instytut Pamięci Narodowej, Warszawa-Kraków 2020, ISBN 978-83-8098-957-3.
- Poland in 1944. The Perspective of Allies and Enemies. (redakcja M. Grądzka-Rejak, D. Golik), The Institute of National Remembrance. Commission for the Prosecution of Crimes against the Polish Nation, Warsaw-Cracow 2020, ISBN 978-83-8098-220-8.
- z Jarosławem Kryską: Adelsbach 1762. Zapomniana porażka Fryderyka Wielkiego. Wydawnictwo Avalon, Kraków 2022, ISBN 978-83-7730-573-7.